# Igunga
Igunga es un valiato de Tanzania perteneciente a la región de Tabora.
En 2012, el valiato tenía una población de 399 727 habitantes, de los cuales 51 172 vivían en la kata de Igunga.
El valiato se ubica en la esquina nororiental de la región, limitando con las regiones de Shinyanga y Singida. La localidad se ubica unos 20 km al suroeste de la costa suroccidental del lago Kitangiri, sobre la carretera B3 que une Dodoma con Ruanda.

## Subdivisiones
Se divide en las siguientes katas:
- Bukoko
- Chabutwa
- Choma
- Igoweko
- Igunga
- Igurubi
- Isakamaliwa
- Itumba
- Itunduru
- Kining'ila
- Kinungu
- Mbutu
- Mwamashiga
- Mwamashimba
- Mwashiku
- Mwisi
- Nanga
- Ndembezi
- Ngulu
- Nguvumoja
- Nkinga
- Ntobo
- Nyandekwa
- Simbo
- Sungwizi
- Ziba